# 悪魔の追跡
『悪魔の追跡』（あくまのついせき、原題：Race with the Devil）は、1975年制作のアメリカ映画。
1970年代に到来したオカルト映画ブームの潮流に乗って制作された作品。『オーメン』や『エクソシスト』のようなおどろおどろしいスプラッター映画の描写はないが、オカルト・スリラーをベースにしてカーアクションや銃撃戦を織り込んだ、ロードムービー的雰囲気も醸しだしているB級映画である。

## あらすじ
共同でバイク工場を経営するロジャーとフランクは、休暇を取って各々の妻ケリーとアリスを伴い、新しく購入したキャンピングカーに乗ってコロラドへ向かった。
しかし途中、テキサスの人里離れた荒野で1泊した夜、ロジャーとフランクは悪魔崇拝者集団が少女を殺害する儀式を目撃、それを集団に気づかれてしまった。
地元の警察に駆け込んでも相手にされず、行く先々で集団の嫌がらせを受けたロジャーたちは、銃を購入して応戦することを決断し、執拗な追跡を退けながら逃げるが、その先には衝撃の結末が待っていた。

## キャスト
| 役名           | 俳優                   | 日本語吹替                                               |
| 役名           | 俳優                   | TBS版                                                    |
| -------------- | ---------------------- | -------------------------------------------------------- |
| ロジャー       | ピーター・フォンダ     | 山田康雄                                                 |
| フランク       | ウォーレン・オーツ     | 羽佐間道夫                                               |
| アリス         | ロレッタ・スウィット   | 藤夏子                                                   |
| ケリー         | ララ・パーカー         | 北島マヤ                                                 |
| テイラー保安官 | R・G・アームストロング | 塩見竜介                                                 |
| 不明 その他    |                        | 糸博 前田敏子 浅井淑子 納谷六朗 上田敏也 平林尚三 島田彰 |
|                |                        |                                                          |
| 演出           | 演出                   | 山田悦司                                                 |
| 翻訳           |                        |                                                          |
| 効果           |                        |                                                          |
| 調整           | 調整                   | 杉原日出弥                                               |
| 制作           | 制作                   | トランスグローバル                                       |
| 解説           | 解説                   | 荻昌弘                                                   |
| 初回放送       | 初回放送               | 1978年6月26日 『月曜ロードショー』                       |

※ノーカットで日本語吹替がDVD版に収録されている。